# Film noir
Film noir (fransk for "sort film") er en filmgenre, der forbindes med kriminalfilm med en dyster og skæbnetung stemning, hvor filmens personer lever i en kynisk og usympatisk verden. Udtrykket film noir blev oprindeligt lanceret af franske filmkritikere som betegnelsen for en række amerikanske film fra 1940'rne og 1950'rne med en særlig visuel stil, hvoraf mange var filmatiseringer af hårdkogte detektivromaner fra 1930'erne. Specielt forfatteren Raymond Chandlers kriminalromaner inspirerede genren og blev flere gange filmatiseret.
Handlingen i film noir har ofte melodramatiske træk og involverer typisk en femme fatale med en erotisk udstråling, der tiltrækker og manipulerer de mandlige hovedpersoner, ofte med skæbnesvangre (til tider dødelige) konsekvenser. Det øvrige persongalleri kan eksempelvis være den hårdkogte detektiv, korrupte politifolk, den jaloux ægtemand, forsikringsagenter eller forfattere på vej til at gå i hundene.

## Klassiskefilm noir
- Ridderfalken (The Maltese Falcon, 1941)
- Casablanca (1942)
- Revolver til leje (This Gun for Hire, 1942)
- I tvivlens skygge (Shadow of a Doubt, 1943)
- Farvel min elskede (Murder, My Sweet, 1944)
- Laura (1944)
- Kvinden i vinduet (The Woman in the Window, 1944)
- Kvinden uden samvittighed (Double Indemnity, 1944)
- Detour (1945)
- Mildred Pierce (1945)
- Sternwoodmysteriet (The Big Sleep, 1946)
- Gilda (1946)
- Den, der hævner (The Killers, 1946)
- Kvinden fra Shanghai (The Lady from Shanghai, 1947)
- Out of the Past (1947)
- Force of Evil (1948)
- Uvejrsøen Key Largo (Key Largo, 1948)
- Criss Cross (1949)
- The Bribe (1949)
- Den Tredje Mand (The Third Man, 1949)
- Hvidglødende (White Heat, 1949)
- Asfaltjunglen (The Asphalt Jungle, 1950)
- Night and the City (1950)
- Sunset Boulevard (1950)
- Farligt møde (Strangers on a Train, 1951)
- On Dangerous Ground (1952)
- Lommetyven (Pickup on South Street, 1953)
- Jeg er loven (The Big Heat, 1953)
- Kys mig til døde (Kiss Me Deadly, 1955)
- Kludedukken (The Night of the Hunter, 1955)
- Det store gangsterkup (The Killing, 1956)
- Et kys før døden (A Kiss Before Dying), 1956)
- Magtens sødme (Sweet Smell of Success, 1957)
- Politiets blinde øje (Touch of Evil, 1958)
- En kvinde skygges (Vertigo, 1958)
- Chinatown (1974)
- Taxi Driver (1976)
- Dirty Harry (1971)

Filminstruktører, der forbindes med klassisk film noir er: Jules Dassin, Edward Dmytryk, John Farrow, Samuel Fuller, Henry Hathaway, Alfred Hitchcock, John Huston, Phil Karlson, Fritz Lang, Joseph H. Lewis, Anthony Mann, Otto Preminger, Nicholas Ray, Robert Siodmak, Orson Welles, Billy Wilder og Robert Wise.

## Moderne film noir
Selvom de klassiske film noir stammer fra 1940'erne og 1950'erne, har mange senere film benyttet sig af film noir-genrens stil. Disse moderne film noir kaldes ofte neo-noir.
I 1960'rne og 1970'rne skabte amerikanske filminstruktører som Sam Peckinpah, Arthur Penn og Robert Altman en række film, der var stærkt inspireret af (og kommenterede) film noir genren. For eksempel fremstilles Altmans hårdkogte detektiv i The Long Goodbye som en hjerteløs fusker uden moral. Den måske mest succesfulde neo-noir fra denne periode er Roman Polanskis film Chinatown fra 1974.
Film noir-genren er blevet parodieret flere gange. Bob Hope lavede den første film noir parodi i My Favorite Brunette (1947), hvor han spillede en babyfotograf, der 
forveksles med en hårdkogt privatdetektiv. Andre bemærkelsesværdige parodier er Carl Reiners Dead Men Don't Wear Plaid, Shane Blacks Kiss Kiss Bang Bang og Woody Allens Play It Again, Sam, der alle hylder genren. Film noir-parodier har desuden bredt sig til tegneserier og -film, fx Sam Spayed i Garfield-tegnefilmen Garfield's Babes and Bullets og detektiven Tracer Bullet i Steen og Stoffer.
Flere af Joel og Ethan Coens film er eksempler på moderne film noir, specielt The Man Who Wasn't There, Blood Simple, komedien The Big Lebowski (der er en hyldest til filmen The Long Goodbye og til forfatteren Raymond Chandler, hvis kriminalromaner inspirerede genren.) samt Miller's Crossing, der er løst baseret på Dashiell Hammetts romaner The Glass Key og Red Harvest. Også Coen-brødrenes film Fargo har flere film noir-elementer, og nogle kritikere anser den for at være en moderne film noir-klassiker. Curtis Hansons roste film L.A. Confidential (efter James Ellroys roman) er måske det nærmeste man kommer til en rendyrket film noir af nyere dato, idet filmen synes at være som taget ud af 1950'rne med historien om korrupte politifolk og en femme fatale.
Film noir genrens kyniske og pessimistiske verdenssyn har været en stærk inspirationskilde til skaberne af science fiction-filmens cyberpunk-genre først i 1980'rne, bl.a. med filmen Blade Runner. En hybrid mellem film noir og cyberpunk kaldes også Tech-noir. Karaktererne i disse film er ofte hentet fra 1930'rnes gangsterfilms og kiosklitteratur såsom magasinerne The Shadow, Dime Mystery Detective og Black Mask. Andre eksempler på "sci-fi noir" film er Gattaca, The Thirteenth Floor, Ghost in the Shell, Dark City og Minority Report.
David Lynch er med sine film også inspireret af film noir, specielt i Blue Velvet og Lost Highway. Andre eksempler på neo-noir er Sin City (film og tegneserie), Quentin Tarantinos film Reservoir Dogs, Christopher Nolans film Insomnia og Memento samt computerspillet Max Payne.